# گورستان دهمه
گورستان دهمه مربوط به دوره ساسانیان است و در شهرستان بستک، بخش مرکزی، دهستان دهستان دهتل روستای ده تل، ۵۰۰ متری شمال دهتل واقع شده و این اثر در تاریخ ۱۲ شهریور ۱۳۸۶ با شمارهٔ ثبت ۱۹۴۵۸ به‌عنوان یکی از آثار ملی ایران به ثبت رسیده است.